# Bdelyrus amazonensis
Bdelyrus amazonensis là một loài bọ cánh cứng trong họ Bọ hung (Scarabaeidae).